# Густаво Рохо
Густаво Рохо (шп. Gustavo Rojo Pinto; Монтевидео, 5. септембар 1923 — Мексико, 22. април 2017) био је истакнути мексички глумац.